# Міждуріченський міський округ
Міждурі́ченський міський округ (рос. Междуреченский городской округ) — міський округ Кемеровської області Російської Федерації.
Адміністративний центр — місто Міждуріченськ.

## Історія
Міждуріченськ отримав статус міста обласного підпорядкування 1955 року, коли воно було перетворено з селища міського типу Ольжерас. 1989 року із частини Новокузнецького району був утворений Міждуріченський район.
Станом на 2002 рік район поділявся на 3 сільські ради:
| Поселення                  | Площа, км² | Населення, осіб (2002) | К-ть НП | Населені пункти                                                     |
| -------------------------- | ---------- | ---------------------- | ------- | ------------------------------------------------------------------- |
| Міждуріченський район      |            |                        |         |                                                                     |
| Майзаська сільська рада    | -          | 818                    | 2       | селища Майзас, Малий Майзас                                         |
| Ортонська сільська рада    | -          | 1018                   | 6       | селища Великий Ортон, Ільїнка, Новий Базас, Ортон, Трьохріч'є, Учас |
| Тебинська сільська рада    | -          | 822                    | 5       | селища Барсук, Лужба, Сливень, Студений Плес, Теба                  |
| Міждуріченська міська рада |            |                        |         |                                                                     |
| Міждуріченська міська рада | -          | 101987                 | 1       | місто Міждуріченськ                                                 |

2004 року Міждуріченський район та Міждуріченська міська рада були об'єднані в Міждуріченский міський округ, були ліквідовані сільські ради.
2012 року були ліквідовані селища Великий Ортон та Новий Базас.

## Населення
Населення — 98111 осіб (2019; 103946 в 2010, 2658 у Міждуріченському районі та 101987 у Міждуріченській міській раді у 2002).

## Населені пункти
| №  | Населений пункт       | Населення, осіб (2002) | Населення, осіб (2010) |
| -- | --------------------- | ---------------------- | ---------------------- |
| 1  | Барсук, селище        | 4                      | 13                     |
| -  | Великий Ортон, селище | 1                      | 0                      |
| 2  | Ільїнка, селище       | 41                     | 45                     |
| 3  | Лужба, селище         | 38                     | 37                     |
| 4  | Майзас, селище        | 816                    | 623                    |
| 5  | Малий Майзас, селище  | 2                      | 0                      |
| 6  | Міждуріченськ, місто  | 101987                 | 101678                 |
| -  | Новий Базас, селище   | 76                     | 0                      |
| 7  | Ортон, селище         | 717                    | 658                    |
| 8  | Сливень, селище       | 5                      | 0                      |
| 9  | Студений Плес, селище | 5                      | 21                     |
| 10 | Теба, селище          | 770                    | 706                    |
| 11 | Трьохріч'є, селище    | 96                     | 115                    |
| 12 | Учас, селище          | 87                     | 50                     |